# Fernando Sapo
Fer Sapo es un cantante y letrista nacido en Aragón, que reside desde 2002 en Euskal Herria.

## Recorrido
A principios de los años 90 formó parte de la banda aragonesa de hard-core militante El Corazón del Sapo (1991-2000) y en 2001 formó con Joseba Ponce y junto al también ex-Dut Galder Izagirre y a Mikel Kazalis, el grupo de punk-rock KURAIA. En 2007 colaboró como vocalista en Nostrat,  disco de los catalanes KOP grabado mientras Juanra, el vocalista del grupo, cumplía condena acusado de colaborar con banda armada. En este álbum apareció con el sobrenombre de Lucifersapo. Desde 2009 forma parte de la banda de hardcore-punk euskaldun ESTRICALLA, junto a Hodei(Erantzun, Humilitate), Erik(Hartzak, Odolaz Blai), Txomin(Kuma No Motor, The Rodeo Idiot Engine) y Bati(Kloakao, SNFU). También ha formado parte junto a Mikel Kazalis, Aitor Abio y Txarli Díaz de la banda de metal industrial MATXURA. 
En 2016 publicó junto a Galder Izagirre el libro de fotos y poemas Kamusada&Ordu erdia 51n” (Bonberenea Ekintzak) 
En 2018, junto a Zigor DZ crea ONKI XIN ("Bienvenido" en euskera roncalés) y el 20 de noviembre de ese año publican el disco  "Bizi bagara Erregeen buruak zapaltzeko izango da” (Si vivimos será para pisar las cabezas de los reyes en euskara), compuesto por 11 temas.
En 2019 publicaron un maxi con 4 temas llamado "After-egon". La banda ya consolidada ha publicado en 2021 "Hikikomori" profundizando en su línea que mezcla electrónica y lo eléctrico.
En Julio de 2022, Fernando , junto con Hodei, Txomin y Erik (Estricalla) y Galder (Dut, Berri Txarrak) se han unido en un nuevo proyecto musical bajo el nombre Bazka. "Basoaren ilunean dantza" es su primer álbum.

## Discografía

### Con El Corazón del Sapo
- La Imaginación contra el Poder (Mala Raza/Soroll, 1993). LP
- Que el Perro no Rompa las Flores (Sapos Records, 1995). EP
- Fuego al Cielo de los Cuervos (Mala Raza, 1998) LP/CD
- El Taladro de la Realidad/ O pasaclau d'a reyalidá (Sapos Records, 1999). CD
- La Casa Magnética (Sapos Records/Mala Raza, 2000). CD/LP
- Bajo la Playa están los Adoquines (Mala Raza, 2006). CD

### Con Kuraia
- Kuraia (Metak, 2001). CD/LP
- Iluntasunari Barre (Metak, 2003). CD/LP
- Piztu da Piztia (Metak, 2005).LP/CD

Participaciones en recopilatorios de Kuraia:
- «Kamikaze», en Oztopo Geztien Gainetik Bomberenea (Bonberenea Ekintzak, 2002). CD.
- «10», en Irungo AEKko Beteranoak (Metak, 2004). CD.
- «Platonen Kobazuloa TB Ze», en Kantuz. Euskal Presoak Etxerat! (2004). CD.
- «Joan etorrian», en Gure Irratia, Zure Rokanrrola (2005). CD.
- «Hemezortzi hizki», (versión de Kyuss) en 18/98...Euskal Herriari epaiketarik ez. Auzolanean (2006). CD.

### Con KOP
- Nostrat (Propaganda Pel-Fet!, 2007). CD

### Con ESTRICALLA
- Gimnasia Revolucionaria (Stop Control, 2009). LP/CD

- Fuegos Olímpicos (Stop Control, 2011). LP/CD
- KKLRD, compartido junto a Humilitate, Mostros y Zinc (Bonberenea Ekintzak, 2012). 7" EP
- Crass Punk Outsiders, compartido junto a The Capaces (Bi Batean, 2012) 7" EP

- Triple Asalto Mortal (Stop Control Antirecords, 2013). LP/CD

- Hutsartea (Stop Control Antirecords, 2015). 7" EP/CD + Ikor Kotx Photozine + elkartasun postala
- Dramatik-thlon (Stop Control Antirecords, 2016). LP/CD

### Con MATXURA
- Matxura (Bonberenea, 2011). CD

### Con ONKI XIN
- "Biziko bagara Erregeen buruak zapaltzeko izango da” (OKX Diskoak, 2018). CD
- "After-egon” (OKX Diskoak, 2019). CD/LP
- "Hikikomori” (OKX Diskoak, 2021). CD
- "Soul Out” (OKX Diskoak, 2024). CD/LP

### Con BAZKA
- "Basoaren Ilunean Dantza" (Stop Control Antirecords, 2022). LP/CD

### Colaboraciones
- Coros en «Konsejos de guerra» y  «Cubo de basura», en La Cara Oculta de las Cosas Podridas (Parásitos, 1993), álbum de Parásitos.
- Coros en «El Chivo Expiatorio», en Rompe la norma (Potencial HC, Mala Raza, Ruido Anticapitalista, 1993), álbum de Tarzan....
- Voz en «Brigadistak», en Brigadistak Sound System (Esan Ozenki, 1999), álbum de Fermín Muguruza.
- Voz en «Eromena Abian» en Askatu Korapiloa (Esan Ozenki, 2000), álbum de DUT.
- Voz en «Revolución» en Facción (Producciones sin con Pasiones, 1999), álbum de Facción.
- Coros en «Santa familia» , «Entre el cerdo y el mono», «Corriendo» y «Cloacas»en Entre el cerdo y el mono (Getazo Records, 1999), álbum de Monaguillos Sin Fronteras.
- Voz en «Romanze-Rap» y «Creyatibidá» en Luen d'o Paradiso (Desobediencia, 2000), álbum de Mallacán.
- Voz en «Dios lo quiere», en A las cosas por su nombre (Zero Records, 2000), álbum de Habeas Corpus.
- Letra y voz en «A berdadera reboluzion no será pas Telebisada», en El Gran Timo de la Aldea Global (Getazo Records, TresXXX, Monotone, 2001), álbum de Monaguillos Sin Fronteras&Nevergood.
- Letra y voz en «O Mirallo Crebau», letras de «Que no s'amorte la Flama», «Morisquetas Azetas», «Para cuenta con o Can», «Brinca Mesache, Brinca Mesacha» coescritas con el grupo en Chera, Chera  (Desobediencia, 2002), álbum de Mallacán.
- Voz en «Bisai Berriak», (Gazte Topagunea Elorrio, 2002), canción de Berri Txarrak.

- Letra y voz en «Moment Molotov», en INDP (Bullanga Records, 2002), álbum de Inadaptats.
- Voz en «Argazki bat zuri beltzean», en Onna (Metak, 2002), álbum de Sorkun.
- Letra y voz en «Kontrolari Kontrola», en Kutxa beltza (Metak, 2002), álbum de -Gailu.
- Voz en « Gazteok Herri bat Eraikitzen»,  (AuB, 2003), canción de 4Itzal.

- Voz en «Euria ari duela», en Euria ari duela (Metak, 2003), álbum de Sagarroi.
- Música, letra y voz de «Lehertu», en Irungo AEK-ko Beteranoak (AEK, 2004), tema compuesto junto a Skunk y editado como SKUNK eta Apoa.

- Voz en «Gu Gera Herria, Egin Dezagun Bidea», (Gazte Topagunea Itsasondo, 2004), canción de Fermín Muguruza.
- Voz en «Isilik Oihukatzen», en Zuzen (Ideiak Bultzatuz, 2004), álbum de Nuuk-At.
- Voz en «25 Urte ta gero... Euskal Herrian Euskaraz!», (EHE, 2004), canción de Surfin Kaos.
- Voz en «Charlie Legala da/Charlie es Legal», en Xomorroak (Bizitza Lorontzian)  (Metak/Kontrakalea, 2004), álbum de Fermín Muguruza.

- Letra de «Ixiltasuna Hilerri Erraldoi Honetan», en Bizzionbizzi (Oihuka, 2005), álbum de Surfin Kaos.
- Letra y voz en « Vietcom Muxu bat Baby» y coros en « Ametsak Bizi Nau», en Geisha (Ideiak Bultzatuz, 2006), álbum de Nuuk-At.

- Letra y voz en «Violador de Sueños», en Favela Global (Potencial Hardcore, 2006), álbum de Kloakao.
- Voz en «Bake Faltsuari Gerra», en Bake Faltsuari Gerra (MusikHerria, 2006), álbum de Oliba Gorriak.
- Voz en «Inkisizioa 07», letra de «Hil Nazazu, Mesedez!» y koros en «Transmisio sonikoak» en Tryphyllon (Gaztelupeko Hotsak, 2007), álbum de Surfin Kaos.
- Voz en «Elkartasuna Itxaropen» (Askatasuna, 2008), canción de LOR.
- Letra y voz en «EZ» en Made in Euskal Herria (Gaztelupeko Hotsak, 2008), álbum de Esne Beltza.

- Voz en «Makina Lehertu Arte» del álbum Hipokresia eta faxismoaren aurka (Baga-Biga, 2008), álbum de Des-Kontrol.
- Letra de  «Kaktus Rock» y voz en «Hi Otso» en Hero Mantra  (Volcom Entertainment, 2009), álbum de Sexty Sexers.
- Voz en  «Gerizpetik eguzki begire»  (Ibiladia, Galdakao 2009), canción de BIOK.
- Voz y letra compuesta junto a Juanra-KOP de  «We're not angels» en Acció Directa (Propaganda pel fet, 2010) , álbum de KOP.
- Voz en «Neu nabigatzera» y fotos en el álbum homónimo del grupo ON (Neu Nabigatzera, 2012).
- Voz en «Iraultza garaiak» en Elkarrekin (AZPK,DDT, 20014), álbum de Bajo Presión.
- Voz en «Ideien Guda » en  Ideien Guda  (Oliba Koop, 2014), álbum de Oliba Gorriak.
- Voz en «Pentsatu, hartu, erabaki» en Bidea (Mauka, 2015), álbum de Eratu.
- Voz en «Garaiz Gaude» del álbum Garaiz Gaude (Autoekoizpena, 2016), de ERO.
- Voz en «Aurrera Altsasu» (Altsasu gurasoak, 2017)
- Voz en «Sasiko» de KOPSON (2018).

### Textos, poemas y fotos
- "Trilogía del Desencanto.93-94". Libro de poemas escritos entre 1993/1994. (Distantzia Argitaletxea, 2006)
- Prólogo del libro de fotografías musicales "Rock&Klik" de Jon Urbe-Ikor kotx-. (Gaztelupeko Hotsak, 2006).
- Prólogo "Aprendiendo a volar", fotografías e imágenes en "Afro-Basque fire brigade tour 2007" libro-DVD de Fermin Muguruza.(Talka, 2007)
- "Kamusada & Ordu erdia 51n". Libro de poemas y fotografías realizado junto a Galder Izagirre. (Bonberenea Ekintzak,  2016)
- Microrrelato en "PAOTSA, Ikorkotx lagunen begietan"  libro de fotografías, dibujos, textos y poemas desde la mirada de distint@s amig@s de Ikorkotx -Jon Urbe- en torno a su obra. (5Gora, 2017)